# Alps Cotians
: Per la província romana vegeu Alps Cottis
Els Alps Cotians, Cotiens, Cotis o Cocis (en francès: Alps Cottiennes; en italià: Alpi Cozie) són una secció del gran sector Alps del sud-oest, segons la classificació SOIUSA. El seu pic més alt és Monviso, amb 3.841 msnm. Es troba al llarg de la cadena principal dels Alps, a la frontera entre França (Savoia) i Itàlia (Piemont). El Pas Maddalena els separa dels Alps Marítims; el Col du Mont Cenis els separa dels Alps de Greies i el Col du Galibier dels Alps del Delfinat. El túnel per carretera de Fréjus i el túnel de ferrocarril de Fréjus, que trevessen aquestes muntanyes, són els passos més importants entre Lió i Torí. Irriguen aquestes muntanyes els rius Durance i Arc pel costat francès i el Dora Riparia i el Po pel costat italià.

## Classificació i subdivisió
Generalment estan individualitzats de manera unívoca en les diferents classificacions dels Alps, tant en la partició dels Alps tradicional de l'any 1926 com en la Subdivisió Orogràfica Internacional Unificada del Sistema Alpí (SOIUSA).
El seu interior ve generalment subdividit en:
- Alps cotis meridionals o Alps de Monviso
- Alps cotis centrals o Alps de Montgenèvre
- Alps cotis septentrionals o Alps de Mont Cenis

La classificació SOIUSA parla de les següents subseccions compostes al seu torn de supergrups:
- Alps de Monviso:
  - Cadena Chamberyon-Mongioia-Marchisa
  - Cadena Fonte Sancte-Parpaillon-Grand Bérard
  - Cadena Aiguillette-Monviso-Granero
- Alps de Montgenèvre:
  - Cadena Bucie-Gran Queyron-Orsiera
  - Cadena Bric Froid-Rochebrune-Beal Traversier
- Alps de Mont Cenis:
  - Cadena Chaberton-Tabor-Galibier
  - Cadena Bernauda-Pierre Menue-Ambin

## Cims

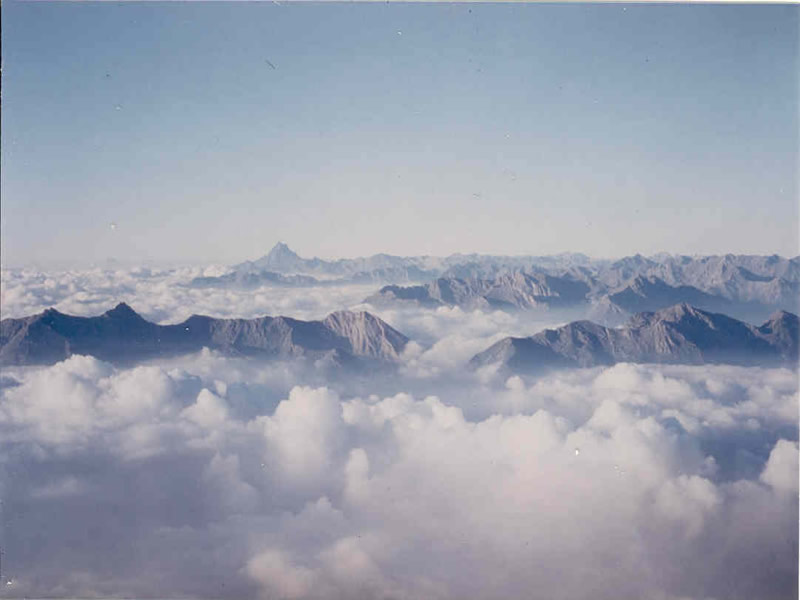
Monviso en els Alps cotis.

Els pics més alts dels Alps Cotis són:
| Pic                     | Elevació | Elevació |
| ----------------------- | -------- | -------- |
| Monviso                 | 3841 m   |          |
| Viso di Vallante        | 3672 m   |          |
| Aiguille de Scolette    | 3505 m   |          |
| Aiguille de Chambeyron  | 3412 m   |          |
| Bric de Chambeyron      | 3388 m   |          |
| Pic de la Font Sancte   | 3387 m   |          |
| Rognosa d'Etache        | 3385 m   |          |
| Dents d'Ambin           | 3382 m   |          |
| Punta Ferrant           | 3364 m   |          |
| Visolotto               | 3353 m   |          |
| Bric de Rubren          | 3340 m   |          |
| Rochebrune              | 3324 m   |          |
| Punta Sommeiller        | 3321 m   |          |
| Bric Froid              | 3302 m   |          |
| Grand Glaiza            | 3286 m   |          |
| Rognosa di Sestriere    | 3279 m   |          |
| Panestrel               | 3253 m   |          |
| Roche du Grand Galibier | 3242 m   |          |
| Peou Roc                | 3231 m   |          |
| Pic du Pelvat           | 3218 m   |          |
| Pointe Haute de Mary    | 3212 m   |          |
| Pain de Sucre           | 3208 m   |          |
| Mont Thabor             | 3182 m   |          |
| Pointe des Cerces       | 3180 m   |          |
| Tete des Toillies       | 3179 m   |          |
| Munti Graner            | 3170 m   |          |
| Pic du Thabor           | 3144 m   |          |
| Mont Chaberton          | 3135 m   |          |
| Tete de Moyse           | 3110 m   |          |
| Munti Meidassa          | 3105 m   |          |
| Pelvo d'Elva            | 3064 m   |          |
| Rocca Bianca            | 3059 m   |          |
| Mont Politri            | 3051 m   |          |
| Mont Albergian          | 3040 m   |          |
| Pic Caramantran         | 3025 m   |          |
| Bric Bouchet            | 2998 m   |          |
| Pointe des Marcelettes  | 2909 m   |          |
| Pic du Malrif           | 2906 m   |          |
| Punta Cournour          | 2868 m   |          |

## Ports
Els principals ports de muntanya dels Alps cotians són:
| Nom                                 | Ubicació                            | Tipus         | Elevació |
| ----------------------------------- | ----------------------------------- | ------------- | -------- |
| Col Sommeiller                      | Bardonecchia a Bramans              | neu           | 2962 m   |
| Col de la Traversette               | Crissolo a Abriès                   | camino cavall | 2950 m   |
| Col d'Ambin                         | Exilles a Bramans                   | neu           | 2854 m   |
| Col de St Veran                     | Vall Varaita a les Valls Queyras    | camí a peu    | 2844 m   |
| Col du Parpaillon                   | Vall Ubaye a les Valls Queyras      | camí a peu    | 2780 m   |
| Col d'Etache                        | Bardonecchia a Bramans              | camí a cavall | 2787 m   |
| Col Agnel                           | Vall Varaita a les Valls Queyras    | carretera     | 2744 m   |
| Col Girardin                        | Vall Ubaye a les Valls Queyras      | camí a cavall | 2699 m   |
| Col de Sautron                      | Vall Maira a Barcelonnette          | camí a cavall | 2689 m   |
| Col de Longet                       | Vall Ubaye al Valle Varaita         | camí a cavall | 2672 m   |
| Col de Mary                         | Vall Ubaye al Valle Maira           | camí a cavall | 2654 m   |
| Col d'Abriès                        | Perosa a Abriès                     | camí a cavall | 2650 m   |
| Col de la Roue                      | Bardonecchia a Modane               | camí a cavall | 2566 m   |
| Col du Fréjus                       | Bardonecchia a Modane               | camí de terra | 2542 m   |
| Col de Clapier                      | Bramans a Susa                      | camí a cavall | 2491 m   |
| Col d'Izoard                        | Briançon a les valls Queyras        | carretera     | 2388 m   |
| Col de la Croix o Passo de la Croce | Torre Pellice a Abriès              | camí a cavall | 2309 m   |
| Petit Mont Cenis                    | Bramans a la muntanya Cenis Plateau | camí a cavall | 2184 m   |
| Col de Vars                         | Valle Ubaye a les valls Queyras     | carretera     | 2115 m   |
| Mont Cenis                          | Lanslebourg a Susa                  | carretera     | 2101 m   |
| Col de Sestriere                    | Pinerolo a Cesana Torinese          | carretera     | 2021 m   |
| Col de Larche/Maddalena Pass        | Valle Ubaye al Valle Stura          | carretera     | 1991 m   |
| Col de Montgenèvre                  | Briançon a Susa                     | carretera     | 1854 m   |
| Col de l'Echelle                    | Briançon a Bardonecchia             | carretera     | 1760 m   |